# Regrets sur ma vieille robe de chambre
Regrets sur ma vieille robe de chambre ou Avis à ceux qui ont plus de goût que de fortune est un essai rédigé par Denis Diderot en 1768 et publié en 1769.

## Contenu
Diderot avait rendu un service signalé à  Marie-Thérèse Geoffrin, fameuse par le salon littéraire qu’elle tint avec tant de distinction. Pour lui témoigner sa reconnaissance, elle fit un jour déménager tous les pauvres meubles du philosophe et les remplaça par d’autres qui, quoique plus beaux et meilleurs, ne méritaient pas cependant, parait-il, un éloge si pompeux.
Le texte contient aussi un éloge du talent du peintre Vernet.
Le texte a parfois été considéré comme une introduction au Salon de 1769.
Plus largement, ce bref essai, écrit sur un ton ironique, est le prétexte d'une réflexion douce-amère sur le destin des philosophes face à la prospérité et les compromis auxquels l’intellectuel vieillissant peut, l’âge aidant, se laisser aller : « Mes amis, gardez vos vieux amis. Mes amis, craignez l’atteinte de la richesse. Que mon exemple vous instruise. La pauvreté a ses franchises ; l’opulence a sa gêne ».

## Édition
L'essai est inséré dans la livraison de Correspondance littéraire du 15 février 1769.
En 1772, il est publié en volume in-8° par Friedrich Dominicus Ring, sans indication de lieu. Dans sa préface, l'éditeur mentionne qu'il a reçu le manuscrit et l'a fait éditer, sans plus de précision.
Diderot, en effet, ne connaissait pas Friedrich Ring et ne pouvait donc ni lui avoir communiqué le texte, ni en avoir autorisé l'édition.
Ring est un intellectuel allemand né le 24 mai 1726 à Strasbourg, proche des milieux aristocratiques allemands russes et français, qui aurait pu se procurer le manuscrit de Diderot par l'un des destinataires de la Correspondance littéraire.

## Traduction en anglais
- Denis Diderot's Regrets on Parting with My Old Dressing Gown, translated by Kate Tunstall and Katie Scott, Oxford Art Journal, Volume 39, Issue 2 (2016), pp. 175-184.